# Jungfernmühle (Kitzingen)
Die Jungfernmühle (auch Jungfermühle, Engel-Beckenmühle, früher Hausnummer 829) ist eine ehemalige Getreidemühle im unterfränkischen Kitzingen. Die Mühle lag am Bimbach im Osten der Gemarkung von Kitzingen-Etwashausen und war im 19. und 20. Jahrhundert zeitweise ein Ortsteil der Stadt.

## Geschichte
Der Name der Jungfernmühle geht wohl auf die (lehensrechtliche) Verbindung zum Benediktinerinnenkloster Kitzingen zurück, das im Spätmittelalter die Herrschaft über den Müller innehatte. Später wurde die Anlage zu einer der größten Mühlenbetriebe um Kitzingen umgewandelt. Die eigentlichen Mühlengebäude waren von einem Gutshof umgeben. Hier saß ein Bäcker, der sich auf Roggenbrot spezialisiert hatte und für die ärmere Bevölkerung Kitzingens produzierte. Im 19. Jahrhundert entwickelte sich die Mühle und das Gut zu einem Anlaufpunkt für die Kitzinger Bevölkerung. In den Baulichkeiten wurde eine Gastwirtschaft untergebracht.
Diese Zeit endete, als zu Beginn des 20. Jahrhunderts die Stadt immer weiter wuchs und schließlich auch die Mühlenbetriebe umbaut wurden. Östlich von Etwashausen auf der rechten Mainseite entstanden frühe Industriebetriebe. So richtete man auf dem Gelände des Gutshofes ein Gußwerk der Firma Fichtel und Sachs aus Schweinfurt ein. Dafür wurden die meisten Baulichkeiten abgerissen. Lediglich das alte Mühlengebäude des 19. Jahrhunderts und einige Nebengebäude blieben erhalten. Heute ist die erhaltene Mühle ein Verwaltungsgebäude der Firma Franken Guss Kitzingen.

## Beschreibung
Die Mühle wird vom Bayerischen Landesamt für Denkmalpflege als Baudenkmal eingeordnet. Es handelt sich um einen zweigeschossigen Walmdachbau mit geohrten Fenstergewänden, die wohl noch aus dem 18. Jahrhundert stammen. Das Gebäude entstammt zwar in weiten Teilen der ersten Hälfte des 19. Jahrhunderts, geht im Kern aber auf ältere Bauten zurück. Die Gliederung des Baus übernehmen Geschossgesimse und die Eckquaderung. Als Nebengebäude haben sich mehrere eingeschossige Bruchsteinbauten erhalten.

## Ortsteil
Im Jahr 1867 wurde die Jungfernmühle als Einöde in der Gemarkung der damals unmittelbaren Stadt Kitzingen bezeichnet. Der Ortsteil bestand aus vier Gebäuden und war der Poststation, Pfarrei und Schule Kitzingen zugeordnet. Letztmals werden die Einwohnerzahlen im Jahr 1925 genannt.
| Jahr | Einwohner | Jahr | Einwohner | Jahr | Einwohner | Jahr | Einwohner | Jahr | Einwohner |
| ---- | --------- | ---- | --------- | ---- | --------- | ---- | --------- | ---- | --------- |
| 1867 | 13        | 1875 | 11        | 1888 | 13        | 1900 | 7         | 1925 | 4         |